# Evelyn Mattheiová
Evelyn Rose Mattheiová Fornetová (nepřechýleně Evelyn Rose Matthei Fornet; * 11. listopad 1953, Santiago de Chile) je chilská politička a ekonomka.

## Životopis
Za úřadu prezidenta Sebastiána Piñery zastávala od ledna roku 2011 do července roku 2013 post ministryně práce a sociálních věcí. V listopadu roku 2013 se ucházela za uskupení Alianza por Chile o prezidentský úřad a se ziskem zhruba 25 % hlasů postoupila úspěšně do druhého kola. V rozhodujícím druhém kole avšak podlehla lékařce a bývalé prezidentce Michelle Bacheletové, jež se se ziskem 62,2 % hlasů stala podruhé prezidentkou země.